# Andra Balkankriget
Andra Balkankriget var en konflikt som bröt ut när Bulgarien, missnöjd med sin andel av bytet av Första Balkankriget, attackerade sina tidigare allierade, Serbien och Grekland, den 16 juni 1913 (g.s.).

## Historia
Upprinnelsen till det Andra Balkankriget, som ägde rum 1913, var meningsskiljaktigheter mellan Bulgarien och Grekland om hur södra Makedonien skulle förvaltas. Grekerna anade att bulgarerna troligtvis skulle försöka ta det grekiska Makedonien med våld om ingen diplomatisk lösning nåddes. De ingick därför en allians med Serbien, vars relationer till Bulgarien också började bli ansträngda. Denna allians riktades mot såväl Bulgarien som Österrike-Ungern.
Serbiens hållning gentemot Bulgarien förblev defensiv, men man behöll av historiska och demografiska skäl sina erövringar i Makedonien, vilket var ett brott mot det serbisk-bulgariska avtalet, och fick till följd att Bulgarien den 17 juni 1913 anföll serberna i Gevgelija och grekerna i Nigrita. 
Grekerna var bulgarerna numerärt överlägsna, och besegrade dem först vid i slaget vid Kilkis-Lahanas, för att därefter dela upp armén i två delar. Den första delen tågade österut och ockuperade allt område öster om floden Mesta, medan den andra avancerade norrut längs floden Struma och besegrade den bulgariska armén två gånger, innan den själv blev besegrad. 
Trots segern i fältslaget mot grekerna begärde Bulgarien en vapenvila, då man såg hotet från Rumänien i norr och från det Osmanska riket i söder, som skulle kunna anfalla Bulgarien när armén var upptagen med att slåss mot serberna och grekerna. Likväl anföll såväl turkarna som rumänerna Bulgarien, och de förra lyckades till och med återerövra Adrianopel och östra Thrakien. 
Det andra Balkankriget, som kom att bli den sista stora konflikten på Balkan före första världskrigets utbrott, innebär återigen att gränserna på den oroliga halvön ritades om. Men framförallt innebar det att en ny balkansk stormakt var på väg att skapas: Serbien.
Bukarestavtalet undertecknades den 10 augusti 1913 av delegater från Serbien, Montenegro, Grekland, Rumänien och förloraren Bulgarien. Avtalet innebar att:
- Bulgarien avträdde norra Dobrudzja till Rumänien.
- Serbien expanderade, och omfattade nu centrala Makedonien, Kosovo och Novi Pazar. Detta innebar en ökning av Serbiens territorial med över 80%, eller 39 474 kvadratkilometer.
- Även Grekland gjorde stora territorialvinster, främst i den grekiska övärlden, och tog formellt över Kreta den 14 december.
- Mycket av det Bulgarien erövrat under det första kriget föll dem ur händerna, men jämfört med innan Balkankrigen hade territoriet ökat med 24 949 kvadratkilometer.

Österrike-Ungern oroades av den snabba expansion Serbien gjort, och såg däri ett hinder att dominera Balkan. Dessutom hade serberna visat att ett slaviskt folk kunde göra sig fria från en stormakt, något som mäkta imponerade på de sydslaver som befolkade dubbelmonarkin. För att kunna förklara krig mot Serbien behövde dock Österrike-Ungern en förevändning att göra så, något det fick i juni 1914, när Gavrilo Princip på order av organisationen Svarta handen mördade det österrikiska tronföljarparet i Sarajevo.

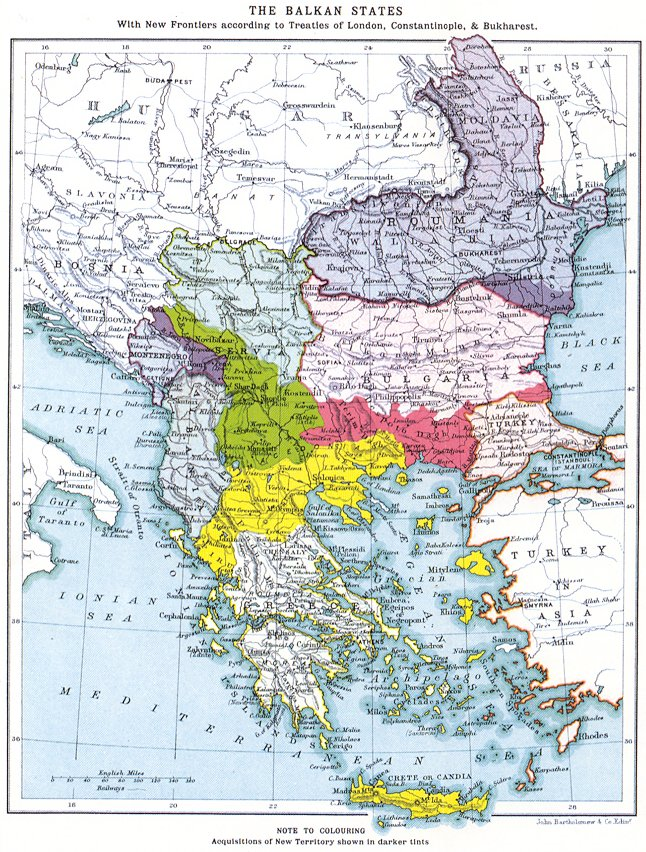
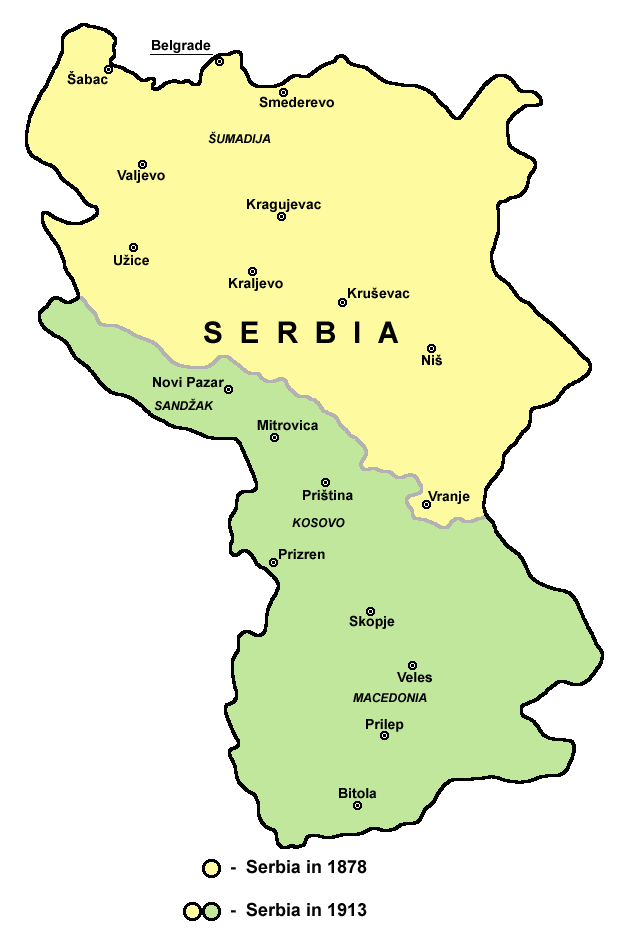
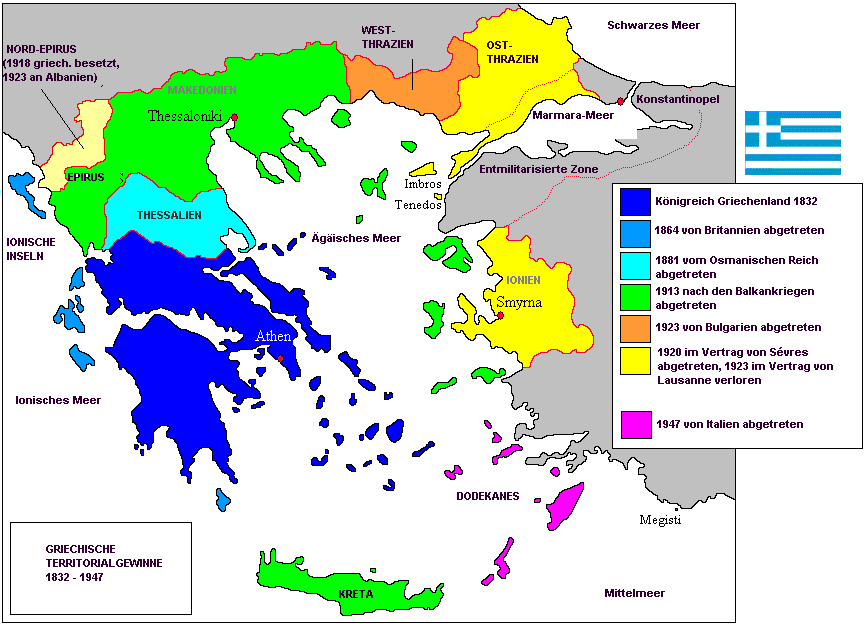